# Natsushio (1939)
Natsushio (jap. 夏潮, なつしお, ナツシオ) – niszczyciel Japońskiej Cesarskiej Marynarki Wojennej typu Kagerō z okresu II wojny światowej. Brał udział w działaniach na początku wojny na Pacyfiku, zatopiony 8-9 lutego 1942 przez amerykański okręt podwodny.

## Historia
„Natsushio” należał do pierwszej serii dużych japońskich niszczycieli typu Kagerō, zamówionej w ramach programu finansowego z 1937 roku. Nazwa „Natsushio” znaczy „letni przypływ”.
Stępkę pod budowę okrętu położono 9 grudnia 1937 w stoczni Fujinagata w Osace, kadłub wodowano 23 lutego 1939, a okręt wszedł do służby 21 sierpnia 1940.

## Służba
Przed wybuchem II wojny światowej na Pacyfiku, „Natsushio” został przydzielony do 15. Dywizjonu Niszczycieli (Kuchikutai) 2. Eskadry Niszczycieli (Suirai Sentai) 2. Floty. Jedynym dowódcą był kmdr por. Sumitaka Nagai.
Bezpośrednio przed rozpoczęciem działań, okręt przypłynął 1 grudnia 1941 ze swoją eskadrą do Palau. Między 6 a 8 grudnia opuścił Palau eskortując siły przeznaczone do zdobycia południowych Filipin. Między innymi, eskortował lotniskowiec „Ryūjō” atakujący Davao, a 10-11 grudnia osłaniał stawianie min w cieśninie Surigao przez stawiacz min „Yaeyama”. W kolejnych dniach osłaniał siły dokonujące inwazji na Legazpi (12 grudnia), Davao (20 grudnia), Jolo (25 grudnia), Manado (11 stycznia 1942), Kendari (14 stycznia), Ambon (31 stycznia), Makasar (8 lutego). 
8 lutego pod Makasarem został storpedowany przez amerykański okręt podwodny S-37 (SS-142) (8 zabitych). Po próbach holowania przez niszczyciel „Kuroshio„, zatonął 9 lutego 22 mile na południe od Makasaru, w rejonie pozycji 5°10′S 119°24′E/-5,166667 119,400000. „Kuroshio” przejął rozbitków, wraz z dowódcą. „Natsushio” został oficjalnie skreślony z listy floty 28 lutego 1942. Był pierwszym japońskim niszczycielem storpedowanym przez amerykański okręt podwodny. 

## Dane techniczne
Opis konstrukcji i szczegółowe dane - w artykule niszczyciele typu Kagerō. Poniżej dane ogólne dla niszczycieli tego typu.
- wyporność:
  - standardowa: 2033 t
  - pełna: ok. 2600 t
- wymiary:
  - długość całkowita: 118,5 m
  - długość na linii wodnej: 116,2 m
  - szerokość: 10,8 m
  - zanurzenie: 3,8 m
- napęd: 2 turbiny parowe o mocy łącznej 52 000 KM, 3 kotły parowe (ciśnienie pary 30 at), 2 śruby
- prędkość maksymalna: 35 w.
- zasięg: 5000 mil morskich przy prędkości 18 w.
- zapas paliwa: 500 t.
- załoga: 240

Uzbrojenie i wyposażenie:
- 6 dział 127 mm w wieżach dwudziałowych (3xII).
  - długość lufy – L/50 kalibrów, kąt podniesienia 55°
- 4 działka przeciwlotnicze 25 mm Typ 96 (2xII)
- 8 wyrzutni torpedowych 610 mm (2xIV, 16 torped Typ 93)
- 2 miotacze bomb głębinowych (16 bomb głębinowych)